# 瓔珞本業經

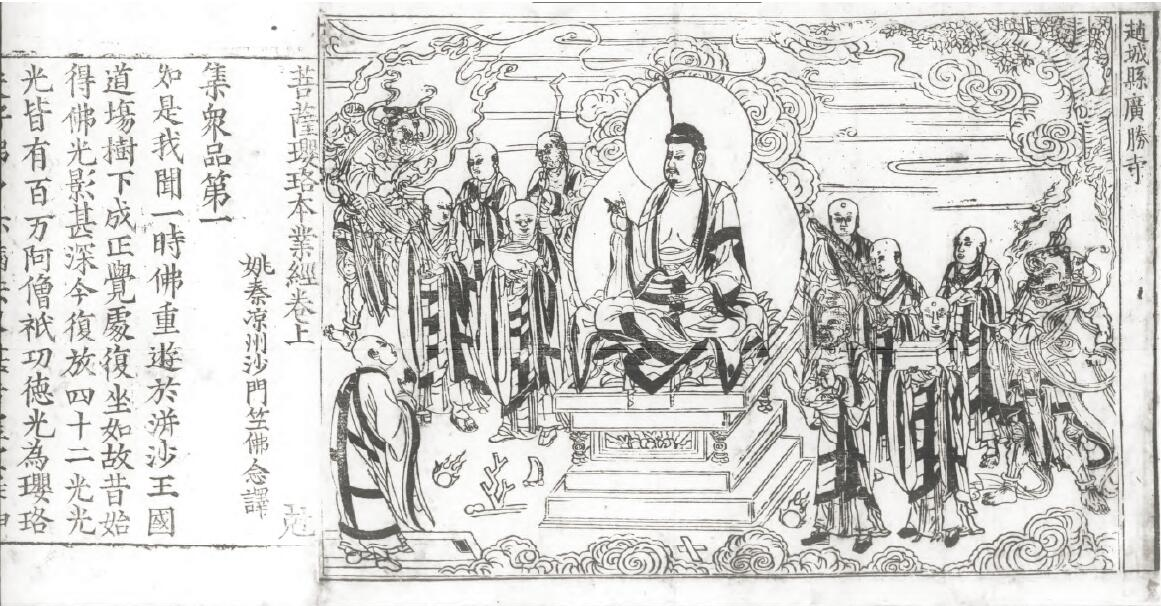
《赵城金藏》“克”函《菩提璎珞本业经》卷上，藏于中国国家图书馆

《菩萨璎珞本业经》，又称璎珞本业经、本业经、璎珞经，大乘佛教律藏類佛典，主要内容是开示菩萨的戒律和四十二賢聖位；題作竺佛念译，出三藏記集載為失譯。
全书分为《集众品》、《贤圣名字品》、《贤圣学观品》、《释义品》、《佛母品》、《因果品》、《大众受学品》、《集散品》八品，叙述菩萨修行四十二賢聖位、菩萨戒的十不可悔戒、受菩萨戒法，以及其他大乘义理等。书名“璎珞”，指的是“铜宝”、“银宝”、“金宝”、“琉璃宝”、“摩尼宝”、“水精宝”六种“璎珞”，用它们来比喻菩萨阶位中“四十二贤圣位”的六个等次（十住、十行、十迴向、十地、等觉、妙觉）。“本業”（梵語：*pūrva-karman），本所行業，此處指菩薩於成佛之前，在因位修行的種種善行、善業。菩薩瓔珞本業經於四十二賢聖之後，又列舉十心（十信），天台宗據此一記載，成立菩薩五十二階位之說。
竺佛念译有《菩萨璎珞经》十四卷，两者內容不同。另有支谦译《菩萨本业经》一卷，是《华严经》中《净行品》、《十住品》等的异译，与本经不同。

## 主要内容

### 菩薩三聚凈戒
經中將菩薩戒條概括為三聚凈戒，即：
1. 攝律儀戒
2. 攝善法戒
3. 攝眾生戒

### 菩薩十波罗夷戒
菩萨戒法“十不可悔戒”，是根据姚秦鸠摩罗什译《梵网经》“十重禁戒”节略，也就是《梵網經》“十重四十八轻戒”中的“十重”。波罗夷爲佛教戒律中的重罪，又叫“极恶法”。佛陀对声闻、缘觉二乘讲四波罗夷、八波罗夷重罪，对大乘菩萨行者则講十波罗夷重罪，以此為戒。分别是：
1. 不杀生，不可杀害人畜等一切有情众生；
2. 不偷盗，不可偷盗乃至一针一草；
3. 不婬欲，不可与一切有情行淫事；
4. 不妄语，不可犯大、小妄语；
5. 不酤酒，不可买卖酒；
6. 不说四众过，不说出家比丘、比丘尼二众和在家男、女居士二众的七逆十重罪过[6]。
7. 不自赞毁他，不可称赞自己功德，讥讽、传扬他人过恶；
8. 不悭吝、加毁，不可在他人请求佈施錢財或佛法时，悭吝不予，且加以毁辱；
9. 不嗔心拒受悔，不可生嗔心辱、击众生，且他人悔过求谅时不接受；
10. 不毁谤三宝，不可毁谤佛、法、僧。

這十條重戒，受一分者名一分菩薩，得一分功德，具足十條名具足菩薩戒。經中還指出，菩薩戒以心法为戒体，因心堅固無盡而所受戒條得無盡，故名無盡戒，以心爲際，只有受法沒有捨法，不似比丘戒可捨戒。也因為戒與心法同無盡，故菩薩戒功德極大，勸化受菩薩戒者，勝福無量。

### 菩薩位階
菩薩的修行位階，經中提出四十二賢聖位，爲南北朝時期的漢傳佛教引爲標準。
菩薩瓔珞本業經於四十二賢聖之後，又列舉十心（十信），天台宗根據此一記載，成立菩薩五十二階位之說。
本书菩萨阶位中的“十信”，与《仁王般若波羅蜜經》卷上《教化品》所说的“习种性十心”相同。菩萨阶位中的“十住”、“十行”、“十迴向”、“十地”，与东晋佛陀跋陀罗译《华严经》卷八、卷十一、卷十四、卷二十三所说的“十住”、“十行”、“十迴向”、“十地”相同。明朝蕅益智旭在《梵网经菩萨心地品玄义》中，就菩萨阶位，称“《璎珞》明五十二位，位次最为周足”。

#### 前位十信
| 十信心 |        |        |      |      |
| ------ | ------ | ------ | ---- | ---- |
| 信心   | 念心   | 精进心 | 慧心 | 定心 |
| 不退心 | 迴向心 | 护法心 | 戒心 | 愿心 |

#### 四十二贤圣位
| 十住心 （ 习种性 ） |          |          |            |          |
| ------------------- | -------- | -------- | ---------- | -------- |
| 发心住              | 治地心住 | 修行心住 | 生贵心住   | 方便心住 |
| 正心住              | 不退心住 | 童真心住 | 法王子心住 | 灌顶心住 |

| 十行心（性种性） |          |            |          |            |
| ---------------- | -------- | ---------- | -------- | ---------- |
| 欢喜心行         | 饶益心行 | 无嗔恨心行 | 无尽心行 | 离痴乱心行 |
| 善现心行         | 无著心行 | 尊重心行   | 善法心行 | 真实心行   |

| 十迴向心（道种性）     |                        |                |                |                  |
| ---------------------- | ---------------------- | -------------- | -------------- | ---------------- |
| 救护一切众生离相迴向心 | 不坏迴向心             | 等一切佛迴向心 | 至一切处迴向心 | 无尽功德藏迴向心 |
| 随顺平等善根迴向心     | 随顺等观一切众生迴向心 | 如相迴向心     | 无缚解脱迴向心 | 法界无量迴向心   |

| 十地心（圣种性） |        |          |        |        |
| ---------------- | ------ | -------- | ------ | ------ |
| 四无量心         | 十善心 | 明光心   | 焰慧心 | 大胜心 |
| 现前心           | 无生心 | 不思议心 | 慧光心 | 受位心 |

| 第五十一贤 | 入法界心（等觉性） |
| 第五十二贤 | 寂灭心（妙觉性）   |

## 收录
《菩萨璎珞本业经》最初是作为“失译经”（指失落译者姓名的经典），著录于僧祐《出三藏记集》卷四《新集续撰失译杂经录》之中；隋法经等《众经目录》卷一始作“竺佛念译”（经名作《璎珞本业经》），后世经录沿依此说。
《菩萨璎珞本业经》收录于：
- 《高丽大藏经》“克”函
- 《宋版大藏经》“念”函
- 《赵城金藏》“克”函
- 《元铜版大藏经》“念”函
- 《永乐北藏》“笃”函（112号），《菩萨璎珞本业经》二卷，姚秦竺佛念译
- 《乾隆大藏经》“笃”函
- 《频伽藏》“列”帙
- 《大正新脩大藏經·律部》，第24部第1485号，《菩萨璎珞本业经》，上下两卷（原文 （页面存档备份，存于））